# Готемба

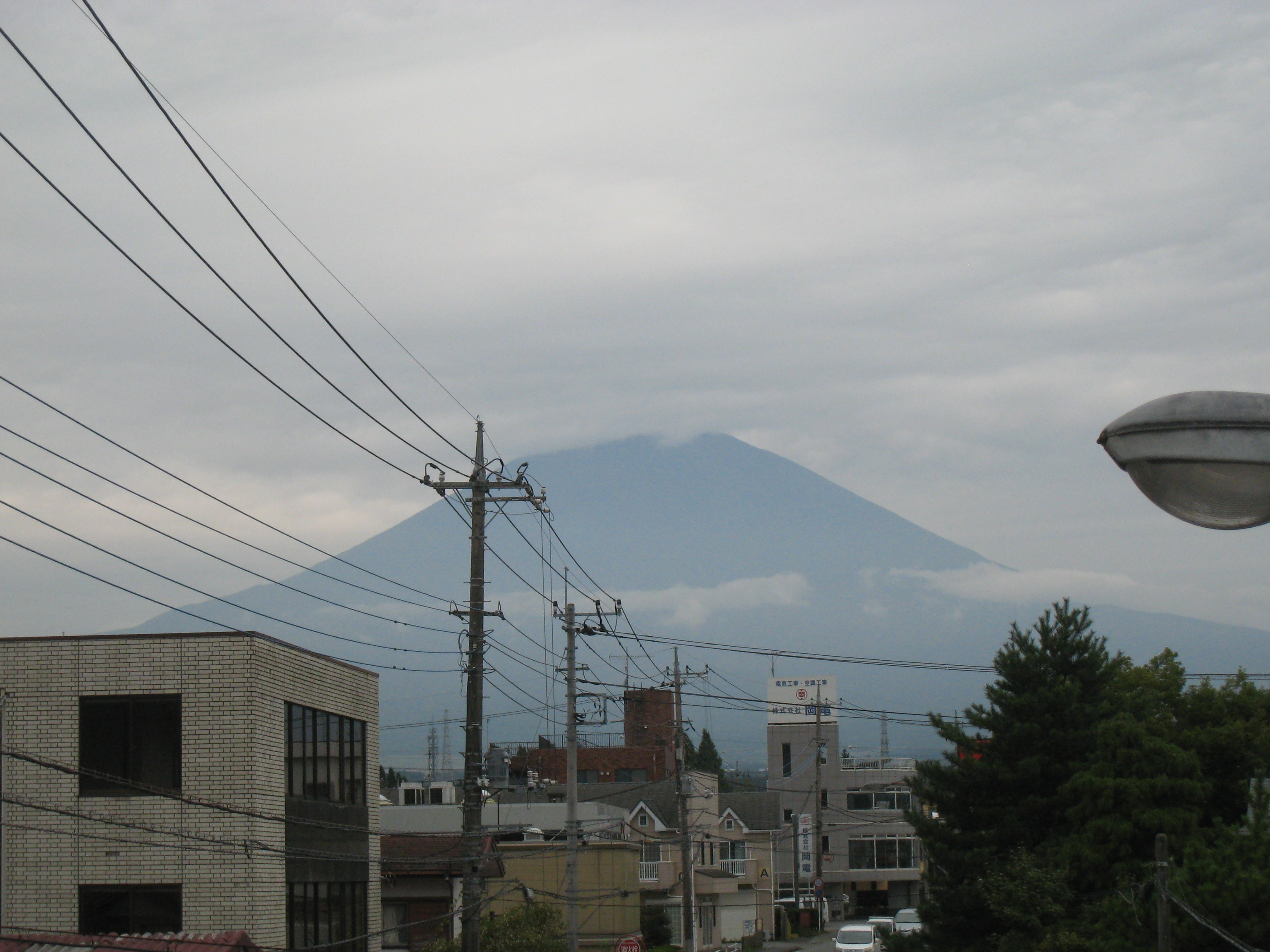
Вид на гору Фудзияма из города Готемба

Готемба (яп. 御殿場市 Готэмба-си) — город в Японии, находящийся в префектуре Сидзуока. Площадь города составляет 194,85 км², население — 88 052 человека (1 августа 2014), плотность населения — 451,90 чел./км².

## Географическое положение
Город расположен на острове Хонсю в префектуре Сидзуока региона Тюбу. С ним граничат города Сусоно, Фудзиномия, Фудзи и посёлок Ояма.

## Население
Население города составляет 88 052 человека (1 августа 2014), а плотность — 451,90 чел./км². Изменение численности населения с 1980 по 2005 годы:
| 1980 | 69 261 чел. |  |
| 1985 | 74 882 чел. |  |
| 1990 | 79 557 чел. |  |
| 1995 | 81 803 чел. |  |
| 2000 | 82 533 чел. |  |
| 2005 | 85 976 чел. |  |

## Символика
Деревом города считается Zelkova serrata, цветком — цветок сакуры, птицей — Turdus cardis.